# Славянка Петровска
Славянка Петровска (на македонска литературна норма: Славјанка Петровска) е юристка и политик от Северна Македония.

## Биография
Родена е на 11 януари 1982 година в град Скопие, тогава в Социалистическа федеративна република Югославия. Завършва право в Юридическия факултет на Скопския университет. От юни 2017 година е шеф на кабинета на външния министър Оливер Спасовски. През януари 2020 година става заместник-министър на външните работи.
През август 2020 година става депутат от Социалдемократическия съюз на Македония в Събранието на Северна Македония на мястото на подалия оставка Оливер Спасовски. От 16 януари 2022 г. е министър на отбраната в правителството на Димитър Ковачевски.